# Virginia Ioan
Virginia Ioan, z domu Bonci (ur. 5 stycznia 1949 w Pielești, zm. 9 listopada 2020 w Bukareszcie) – rumuńska lekkoatletka, specjalistka skoku wzwyż.
Zdobyła srebrny medal w skoku wzwyż na europejskich igrzyskach halowych w 1968 w Madrycie, przegrywając jedynie z Ritą Schmidt z NRD, a wyprzedzając Antoninę Okorokową ze Związku Radzieckiego. Odpadła w kwalifikacjach na igrzyskach olimpijskich w 1968 w Meksyku i na mistrzostwach Europy w 1969 w Atenach.
Zwyciężyła na letniej uniwersjadzie w 1973 w Moskwie. Zajęła 10. miejsce na halowych mistrzostwach Europy w 1974 w Göteborgu oraz 12. miejsce na mistrzostwach Europy w 1974 w Rzymie.
Była mistrzynią Rumunii w skoku wzwyż w 1967, 1968, 1973, 1975 i 1977.
19 czerwca 1974 w Bukareszcie ustanowiła rekord Rumunii skokiem na wysokość 1,92 m, poprawiając tym samym o centymetr wynik Iolandy Balaș z 1961. Był to najlepszy wynik w jej karierze.
Jej mężem był Șerban Ioan, również były skoczek wzwyż i olimpijczyk.